# Tobin Bell
Tobin Bell, właśc. Joseph Henry Tobin Jr. (ur. 7 sierpnia 1942 w Nowym Jorku) – amerykański aktor.
Zasłynął rolą psychopaty o pseudonimie Jigsaw, w którego wcielił się w dziewięciu filmach z serii Piła, w latach 2004–2010, 2017, 2023, 2025.

## Filmografia

### aktor
- Missisipi w ogniu (1988, Mississippi Burning) jako agent Stokes
- Doskonały świadek (1989, Perfect Witness) jako Dillon
- False Identity (1990) jako szeryf Errickson
- The 100 Lives of Black Jack Savage (serial telewizyjny, 1991) jako Tony Gianini (1 odc.)
- Love, Lies and Murder (1991) jako Al Stutz
- Ruby (1992) jako David Ferrie
- Malice (1993) jako hrabia Leemus
- Na linii ognia (1993, In the Line of Fire) jako Mendoza
- Punkt zapalny (1993, Boiling Point) jako Roth
- Firma (1993, The Firm) jako skandynawski albinos
- Głęboka czerwień (1994, Deep Red) jako Warren Rickman
- Eden przyszłości (1994, New Eden) jako Ares
- Mściciel zza grobu (1994, Dead Man’s Revenge) jako Bullock
- Szybcy i martwi (1995, The Quick and the Dead) jako Dog Kelly
- Seryjny zabójca (1995, Serial Killer) jako William Lucian Morrano
- Unabomber (1996, Unabomber: The True Story) jako Theodore J. Kaczynski
- Romans z opiekunką (1996, The Babysitter's Seduction) jako detektyw Frank O’Keefe
- Nikita (serial telewizyjny) (gościnnie, 1997) jako Perry Bauer, sezon 1, odcinek nr 6: „Love"
- Jedna gorąca letnia noc (1998, One Hot Summer Night) jako Vincent De Ville
- Stargate SG-1 (1998, S1/16) jako Omoc
- Pechowa przesyłka (1998, Overnight Delivery) jako John Dwayne Beezly
- Requiem dla Browna (1998, Brown's Requiem) jako Stan the Man
- Najlepsi z najlepszych 4: Bez ostrzeżenia (1999, Best of the Best: Without Warning) jako Lukast Slava
- Czwarte piętro (1999, The 4th Floor) jako Locksmith
- Droga do El Dorado (2000, The Road to El Dorado) jako Zaragoza
- Good Neighbor (2001) jako Geoffrey Martin
- Power Play (2002) jako Clemens
- Czarna Maska 2: Miasto masek (2002, Black Mask 2: City of Masks) jako Moloch
- Piła (2004, Saw) jako John
- Piła II (2005, Saw II) jako Jigsaw
- Objawienia (2005, Revelations) jako Nathan Volk
- Piła III (2006, Saw III) jako John Kramer / Jigsaw
- Boogeyman 2 (2007, Boogeyman 2) jako dr Mitchell Allen
- Piła IV (2007, Saw IV) jako John Kramer / Jigsaw
- Piła V (2008, Saw V) jako John Kramer / Jigsaw
- Piła VI (2009, Saw VI) jako John Kramer / Jigsaw
- Piła VII (2010, Saw VII) jako John Kramer / Jigsaw
- Mroczny dom (2014, Dark House) jako Seth
- Piła: Dziedzictwo (2017, Saw: Legacy) jako John Kramer / Jigsaw
- Piła X (2023, Saw X) jako John Kramer / Jigsaw
- Piła XI ( 2025 Saw XI) jako John Kramer / Jigsaw[1]